# Monochamus kaszabi
Monochamus kaszabi är en skalbaggsart som beskrevs av Heyrovský 1955. Monochamus kaszabi ingår i släktet Monochamus och familjen långhorningar.
Artens utbredningsområde är Taiwan. Inga underarter finns listade i Catalogue of Life.